# Yekaterina Mijáilova-Diómina
Yekaterina Illariónovna Mijáilova-Diómina (en ruso: Екатерина Илларионовна Михайлова-Дёмина; Leningrado, 22 de diciembre de 1925 - Moscú, 24 de junio de 2019) fue una médica militar soviética y la única mujer que sirvió en primera línea de combate en los infantes de marina soviéticos durante la Segunda Guerra Mundial.
Sacó a cientos de hombres del campo de batalla y resultó gravemente herida tres veces durante su carrera como médica con los infantes de marina. A pesar de haber sido nominada repetidamente, se le negaron altos honores al final de la guerra, lo que refleja el enfoque desigual de la Unión Soviética para honrar a sus hombres y mujeres combatientes. Sin embargo, fue honrada posteriormente por el presidente Mijaíl Gorbachov, en mayo de 1990, con el título de Heroína de la Unión Soviética.

## Biografía

### Infancia y juventud
Yekaterina Mijáilova, nació el 22 de diciembre de 1925, en la ciudad de Leningrado, óblast de Leningrado. Su padre era militar, y su madre trabajaba como médica. Perdió a sus dos padres a una temprana edad, por lo que fue criada en un orfanato, tras lo cual vivió con su hermana mayor, una doctora.

### Segunda Guerra Mundial
En el verano de 1941, se graduó en un curso de enfermería en la Cruz Roja. Durante las vacaciones escolares de verano, fue a casa de su hermano mayor en Brest. Después de pasar varios días en Moscú, el 21 de junio, Mijáilova se subió a un tren con destino a Brest. A la mañana siguiente, en las afueras de Smolensk, el tren fue bombardeado. Al regresar a pie a Smolensk, fue a la oficina de alistamiento militar de la ciudad y pidió que la enviaran al frente como enfermera. El comisario militar se negó, luego se dirigió al hospital militar local, donde comenzó a trabajar como voluntaria. Los pacientes del hospital pronto tuvieron que ser evacuados después de que el edificio fuera bombardeado, pero Mijáilova se quedó atrás, mientras los alemanes avanzaban hacia Moscú durante el verano de 1941, para trabajar como médica de campo para el Ejército Rojo (que estaba desesperadamente escaso de personal médico).
El 13 de octubre de 1941, resultó gravemente herida en una pierna, cerca de la ciudad de Gzhatsk (desde 1968 - Gagarin) en el óblast de Smolensk, y fue evacuada a la retaguardia. Primero recibió tratamiento médico en Sverdlovsk (actual Ekaterimburgo) y posteriormente en Bakú (Azerbaiyán). Después recuperarse, Mijáilova, que siempre había soñado con servir en la marina desde la infancia, le pidió al comisario militar de la oficina de registro y alistamiento militar de Bakú que la enviara a la marina. En este punto, ya tenía nuevos documentos con su edad corregida, por lo que no hubo problemas. Desde enero de 1942, sirvió en el barco sanitario-militar Krásnaya Moskvá, que transportaba heridos desde Stalingrado, a lo largo del Volga a través del mar Caspio, hasta Krasnovodsk (actual Turkmenbashí). Allí se le concedió el rango de suboficial Jefe y, por su servicio ejemplar, recibió la insignia de Excelencia en la Marina.
Sin embargo, el servicio de ambulancia abrumaba a Mijáilova, y después del final de la Batalla de Stalingrado, solicitó la inscripción como instructora sanitaria en el 369.º Batallón de Independiente de Infantería de Marina, formado en febrero de 1943 a partir de voluntarios en Bakú. El comandante del batallón respondió al principio con una negativa categórica, luego Mijáilova escribió una carta solicitando su admisión en batallón dirigida al gobierno soviético. De Moscú recibió una respuesta positiva, por lo que Mijáilova se convirtió en infante de marina. El batallón formó parte de las flotillas militares del Azov y posteriormente del Danubio. En febrero de 1943. Primero vio acción con la infantería de marina en la península de Tamán en el mar de Azov, posteriormente, Mijáilova luchó a lo largo de las aguas y costas del Cáucaso y Crimea, los mares Azov y Negro, y los ríos Dniéster y Danubio.
Después de la completa liberación de la península de Crimea, su unidad fue transferida a la recientemente organizada, Flotilla del Danubio, en la cual combatió en la liberación de Rumania, Bulgaria, Hungría, Yugoslavia, Checoslovaquia y Austria. Terminando finalmente la guerra en Viena, durante la Batalla de Viena. Junto con los combatientes del batallón, entró en batalla, rechazó los contraataques enemigos, sacó a los heridos del campo de batalla y les brindó primeros auxilios. Fue herida tres veces.
Ganó su primera medalla al valor por participar en la liberación de Temriuk en la península de Tamán, durante la Operación Novorosíisk-Tamán y recibió la primera de las dos Órdenes de la Guerra Patria por participar en la Operación Kerch-Eltigen.
En agosto de 1944, participó en una operación de estilo comando para recuperar la ciudad de Bilhorod-Dnistrovsky en Ucrania. Su unidad cruzó el estuario del Dniéster en botes de goma y escaló una cresta controlada por el enemigo. Mijáilova-Diómina estaba en el primer grupo en escalar la cresta y se unió a la carga para expulsar a los alemanes de la cresta. Ella sola asaltó una posición alemana fortificada, tomó catorce prisioneros, trató a 17 heridos y los ayudó a ponerse a salvo. Fue galardonada con la Orden de la Bandera Roja por su papel en el asalto. Cuatro meses después, en diciembre de 1944, su unidad había avanzado a Yugoslavia. Durante un ataque a la fortaleza de Ilok en Croacia, ella fue una de los 50 infantes de marina que llevaron a cabo un ataque de distracción desde una pequeña isla en el Danubio debajo de la fortaleza. La unidad tuvo que usar los árboles como posiciones de tiro ya que la isla se inundó. En el tiroteo que siguió, recibió un disparo en la mano. Solo trece miembros de su unidad sobrevivieron al intenso tiroteo y todos resultaron heridos. Algunas de las víctimas cayeron de los árboles al agua helada, pero fueron salvados por Mijáilova-Diómina, quien saltó y usó cinturones y correas de rifle para atar a los heridos a los árboles. Ella salvó a siete hombres. La batalla la dejó con neumonía doble además de la herida en la mano y requirió que fuera hospitalizada. A pesar de esto, salió pronto del hospital sin autorización y regresó a su unidad. Se le concedió una segunda Orden de la Bandera Roja por su heroísmo en dicha acción.

### Posguerra
Después de la guerra continuó sirviendo como oficial médico en la Flotilla militar del Danubio, hasta noviembre de 1945 que pasó a la reserva. En 1950, se graduó en el Instituto Sanitario e Higiénico Méchnikov de Leningrado (actualmente la Universidad Noroccidental Médica de Rusia Méchnikov). Trabajó como médica en la ciudad de Elektrostal, óblast de Moscú, donde se casó y adoptó el apellido de su esposo, Diómina. Desde 1976 hasta su jubilación en 1986, trabajó como médica en Moscú. Fue miembro del Comité Ruso de Veteranos de Guerra y del Consejo Panruso de Veteranos de Guerra y Trabajo.

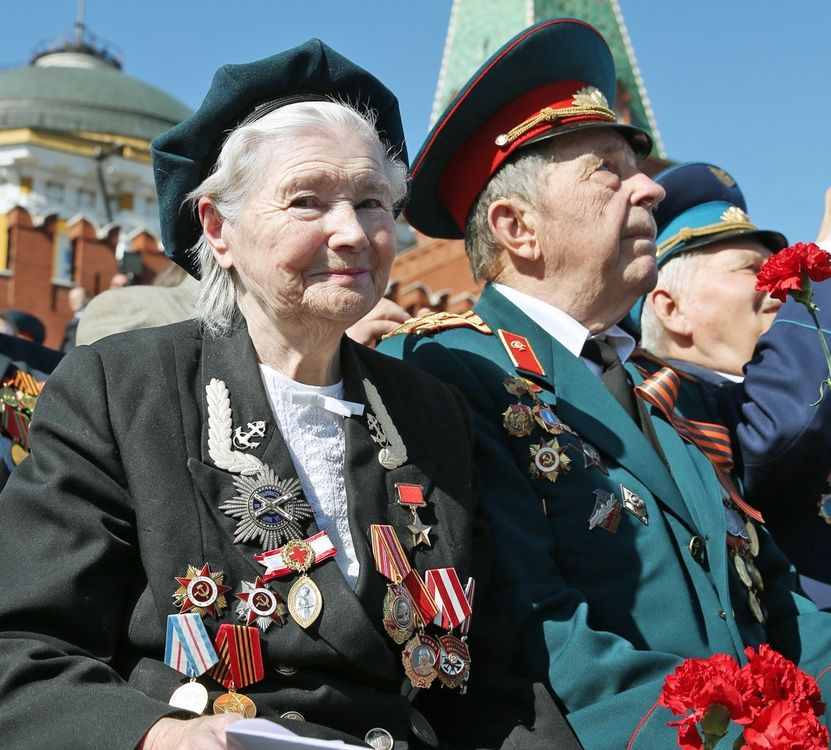
Yekaterina Mijáilova-Diómina durante el desfile de la Victoria celebrado el 9 de mayo de 2013

En 1964, el director Víktor Lisakóvich realizó el documental Katyusha sobre Yekaterina Mijáilova (basado en un guion de Serguéi Smirnov). La película recibió el premio Golden Dove of Peace en el Festival Internacional de Cine Documental y de Animación de Leipzig. En 2008, se rodó la película documental «Katyusha grande y pequeña» (los autores de la película son Tkachov y Fírsova), que restaura los hechos de 1964, cuando se filmó el primer documental sobre Demina.
Después de la muerte de Yevdokia Paskó en enero de 2017, se convirtió en la última heroína viva de la Unión Soviética que además fue veterana de la Segunda Guerra Mundial, las otras dos heroínas vivas de la Unión Soviética, en aquel momento eran las cosmonautas Valentina Tereshkova y Svetlana Savítskaya. Murió en Moscú en junio de 2019 a la edad de 93 años y fue enterrada en el cementerio Troyekúrovskoye (parcela 26).

## Condecoraciones

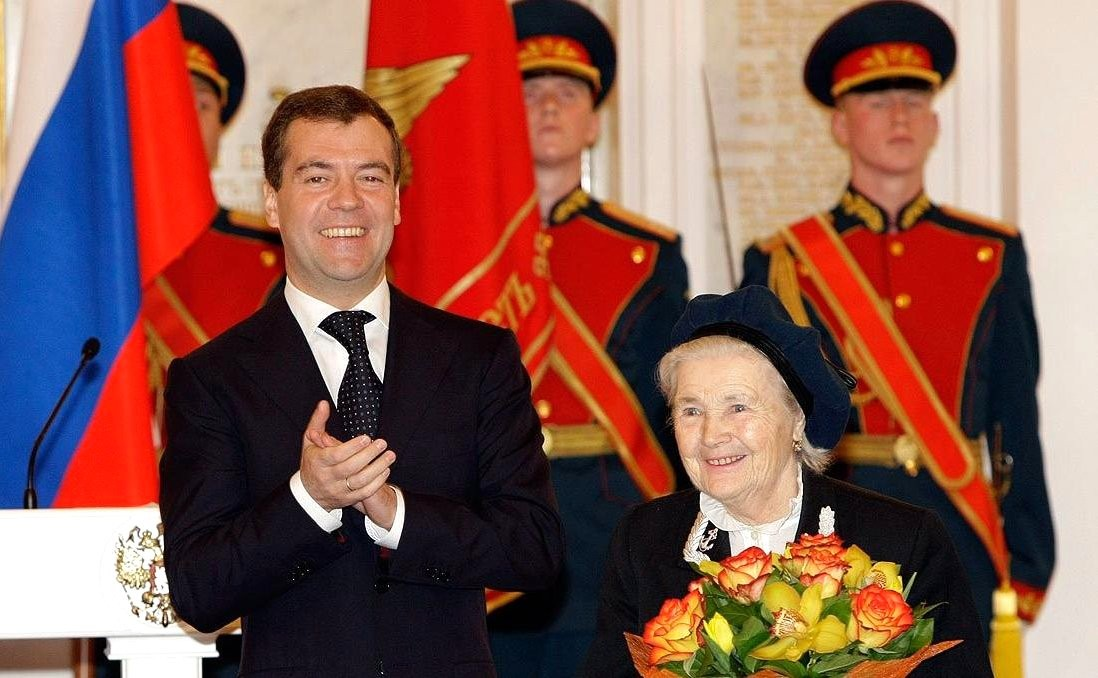
Entrega, por parte del Presidente de Rusia, de la Medalla Conmemorativa del 65.º Aniversario de la Victoria en la Gran Guerra Patria de 1941-1945, el 4 de diciembre de 2009

- Héroe de la Unión Soviética (N.º 11 608, decreto del presidente de la URSS de 5 de mayo de 1990)
- Orden de Lenin (5 de mayo de 1990)
- Orden de la Bandera Roja, dos veces (27 de septiembre de 1944, 8 de marzo de 1945)
- Orden de la Guerra Patria de 1.er grado (11 de marzo de 1985)
- Orden de la Guerra Patria de 2.do grado (15 de febrero de 1944)
- Medalla al Valor (31 de octubre de 1943)
- Medalla al Trabajador Veterano
- Medalla Conmemorativa por el Centenario del Natalicio de Lenin
- Medalla por la Defensa del Cáucaso
- Medalla por la Conquista de Budapest
- Medalla por la Conquista de Viena
- Medalla por la Liberación de Belgrado
- Medalla por la Victoria sobre Alemania en la Gran Guerra Patria 1941-1945
- Medalla Conmemorativa del 20.º Aniversario de la Victoria en la Gran Guerra Patria de 1941-1945
- Medalla Conmemorativa del 30.º Aniversario de la Victoria en la Gran Guerra Patria de 1941-1945
- Medalla Conmemorativa del 40.º Aniversario de la Victoria en la Gran Guerra Patria de 1941-1945
- Medalla Conmemorativa del 50.º Aniversario de la Victoria en la Gran Guerra Patria de 1941-1945
- Medalla Conmemorativa del 60.º Aniversario de la Victoria en la Gran Guerra Patria de 1941-1945
- Medalla Conmemorativa del 65.º Aniversario de la Victoria en la Gran Guerra Patria de 1941-1945
- Medalla Conmemorativa del 70.º Aniversario de la Victoria en la Gran Guerra Patria de 1941-1945
- Medalla de Zhúkov
- Medalla Conmemorativa del 300.º Aniversario de la Armada de Rusia
- Medalla Conmemorativa del 850.º Aniversario de Moscú
- Medalla del 50.º Aniversario de las Fuerzas Armadas de la URSS
- Medalla del 60.º Aniversario de las Fuerzas Armadas de la URSS
- Medalla del 70.º Aniversario de las Fuerzas Armadas de la URSS
- Medalla Florence Nightingale (1979)